# Спирфиш (Јужна Дакота)
Спирфиш (енгл. Spearfish) град је у америчкој савезној држави Јужна Дакота.

## Демографија
По попису из 2010. године број становника је 10.494, што је 1.888 (21,9%) становника више него 2000. године.
| Група             | 2000.         | 2010.         |
| Белци             | 8.121 (94,4%) | 9.640 (91,9%) |
| Афроамериканци    | 30 (0,3%)     | 43 (0,4%)     |
| Азијати           | 31 (0,4%)     | 116 (1,1%)    |
| Хиспаноамериканци | 149 (1,7%)    | 287 (2,7%)    |
| Укупно            | 8.606         | 10.494        |